# Speechless (cântec de Lady Gaga)
"Speechless" este un cântec înregistrat de artista americană Lady Gaga pentru al doilea album de studio, The Fame Monster. Cântecul a fost scris de Gaga pentru a-și convinge tatăl, Joseph Germanotta, să aibă o operație pe cord, dar și pentru a le aminti fanilor ei tineri să-și aprecieze părinții.
Puternic inspirată de baladele rock din '70 și de formația britanică Queen, a primit recenzii nefavorabile din partea criticilor. În urma lansării pe iTunes a albumului The Fame Monster, s-a clasat pe locuri joase din clasamentele canadian, al Regatului Unit și alStatelor Unite, fără să aibă parte de o promovare. Gaga a interpretat piesa cu ocazia a mai multor apariții, inclusv la premiile Grammy, American Music Awards și turneul Monster Ball Tour, de obicei, la pian.